# Tom Hiddleston
Thomas William Hiddleston (Westminster, Inglaterra, 9 de febrero de 1981) es un actor y productor de cine británico. Fue galardonado con el premio Globo de oro por su interpretación en The Night Manager. Es conocido por haber interpretado a Loki en las adaptaciones cinematográficas de la Trilogía de Thor de Marvel Studios: Thor (2011), Thor: The Dark World (2013) y Thor: Ragnarok (2017), así como también en The Avengers (2012), Avengers: Infinity War (2018), Avengers: Endgame (2019) y en la serie Loki (2021-2023) de Disney+.
El papel de Loki le aseguró la permanencia en el mundo del cine; recibió críticas favorables y en el 2011 fue nominado al premio BAFTA en la categoría "Mejor Estrella Emergente". 
Las películas más destacables de Hiddleston son: War Horse (2011), de Steven Spielberg; el drama inglés The Deep Blue Sea (2011); la comedia romántica de Woody Allen Midnight in Paris (2011), y en los telefilmes de la BBC Henry IV y Henry V (2012). Además, apareció en un papel principal en el largometraje Crimson Peak (2015) interpretando a Sir Thomas Sharpe. Por último, en el mundo del teatro, obtuvo el premio Evening Standard Theatre Awards al mejor actor de teatro en 2014 por su papel en la obra Coriolanus.

## Biografía
Thomas William Hiddleston nació el 9 de febrero de 1981 en Westminster, Londres. Es hijo de Diana Patricia Servaes, actriz de teatro y de James Norman Hiddleston, fisicoquímico y director de una empresa farmacéutica. Su padre es de Greenock, Escocia, y su madre de Suffolk, Inglaterra. Es el segundo hijo de tres: su hermana Sarah (la mayor) es periodista y Emma (la menor) también es actriz. Su tatarabuelo fue el productor de alimentos sir Edmund Hoyle, I barón de Vestey. Tom fue criado en Wimbledon a temprana edad y luego en Oxford. Comenzó la educación primaria en The Dragon School en Oxford, y a la edad de 13 años empezó en el Eton College por su talento para las letras, la ciencia y las matemáticas, al tiempo que sus padres se divorciaban. Posteriormente continuó en el Pembroke College de la Universidad de Cambridge, de donde se graduó con honores en Estudios Clásicos. Se graduó posteriormente de la Royal Academy of Dramatic Art (RADA) en el 2005. 
Además del inglés, que ha interpretado con varios acentos y dialectos en el cine, habla francés, italiano y español con bastante fluidez, así como latín y griego antiguo. Es un gran lector y en ocasiones ha participado como adaptador o guionista para el teatro y el cine por su extraordinario talento como escritor. Su admiración por Stevenson, Quevedo, Poe, Borges, Thoreau, y las grandes literatas de Gran Bretaña lo han llevado a promover la obra de estos autores y a enriquecer sus actuaciones con piezas de poetas franceses, ingleses e hispanoparlantes. Es un viajero incansable, siempre interesado en la filantropía, la protección de las especies y el apoyo a las causas de UNICEF. También es un gran promotor de campañas contra la depresión y el suicidio. Otras de sus grandes pasiones son la cocina, el arte, los libros antiguos y el cine clásico de todo el mundo.

### Vida personal
En marzo de 2022 se anunció su compromiso con la también actriz británica Zawe Ashton, con quién protagonizó la obra de teatro del West End y Broadway, Betrayal, en 2019 y de la que es pareja desde entonces. En junio de 2022 se hizo público que iban a ser padres. En octubre de 2022 se confirmó el nacimiento de su primer hijo, un niño. En junio de 2025 la pareja confirmó que esperan su segundo hijo.

## Trayectoria profesional

### Inicios
Aún en la Universidad de Cambridge, fue descubierto por la agencia Hamilton Hodell en la obra Un tranvía llamado Deseo. Después de esto, fue elegido para su primer papel en televisión en The Life and Adventures of Nicholas Nickleby donde interpretó a un Lord. Obtuvo también un pequeño papel en la película Conspiracy, donde interpretó al operador de teléfonos.
En 2002 apareció en la película británica The Gathering Storm donde interpretó al mayor Randolph Churchill, hijo de sir Winston Churchill (Albert Finney) y Clementine "Clemmie" Churchill (Vanessa Redgrave).
En 2005 apareció en la película A Waste of Shame: The Mystery of Shakespeare and His Sonnets donde interpretó a John Hall. Tom ganó su primer papel como Oakley en Unrelated (2007), el hijo de George (David Rintoul). Apareció en la miniserie Return to Cranford (2009), la secuela de Cranford, donde interpretó a William Buxton junto a Francesca Annis, Jim Carter, Judi Dench, Tim Curry, Imelda Staunton y Jonathan Pryce.
En 2010 apareció en la película Archipiélago donde interpretó a Edward, un joven que decide irse a África para hacer trabajo voluntario y cuya madre decide reunir a la familia en una isla para despedirse de él, sin embargo la reunión solo trae a superficie los problemas de la familia. En 2011 interpretó al escritor F. Scott Fitzgerald en la película Midnight in Paris.
En 2016, inició como protagonista la miniserie de la BBC El infiltrado.

### Marvelː Estrella emergente

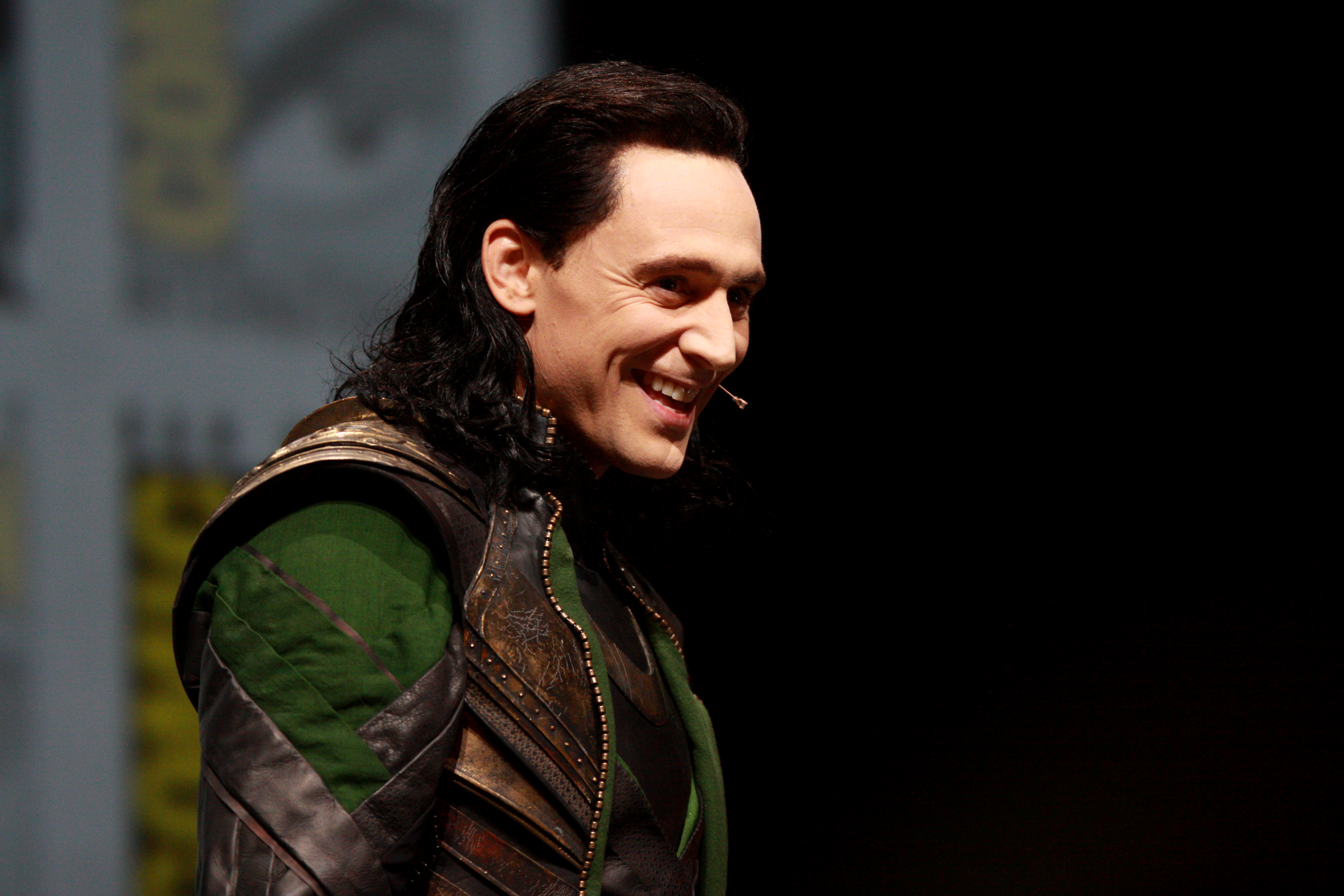
Tom como Loki en la Comic-Con del 2013, promocionando Thor: The Dark World.

Apareció en la película Thor (2011) donde interpretó al principal antagonista "Loki", hijo de Laufey, hijo adoptivo de Odín y Frigga y hermano adoptivo de Thor. En 2012 interpretó de nuevo al villano Loki en la película The Avengers. La película se volvió un gran éxito en todo el mundo tanto en crítica como en taquilla. Recaudando $1.519.557.910 y logrando que Loki se convirtiera en un favorito de los fanes. En 2013 apareció en Thor: The Dark World donde volvió a interpretar al personaje. El papel de Loki, le aseguró la permanencia en el mundo del cine, recibiendo críticas favorables, siendo así que en 2011 fue nominado al premio BAFTA en la categoría de "Mejor Estrella Emergente".
En 2017, apareció de nuevo como Loki en la película Thor: Ragnarok. En 2018, volvió a interpretar nuevamente al mítico dios del engaño, Loki, en Avengers: Infinity War. En 2019, volvió a darle vida a Loki en Avengers: Endgame.
En 2021 se estrenó Loki (serie de televisión)  en la que interpreta al personaje del mismo nombre.

### Otros proyectos
En 2012 dio vida al rey de Inglaterra Henry V en la película Henry V y aparecerá en las películas Henry IV, Parte 1 y 2 donde interpretará al príncipe Henry "Hal", el hijo del rey de Inglaterra Henry IV (Jeremy Irons).
También apareció en la película War Horse, donde interpretó al Capitán Nicholls, y en The Deep Blue Sea donde interpretó a Freddie Page, un joven piloto de la Fuerza Aérea Real, que comienza una aventura autodestructiva con Hester Collyer (Rachel Weisz), la esposa del mucho mayor juez William Collyer.

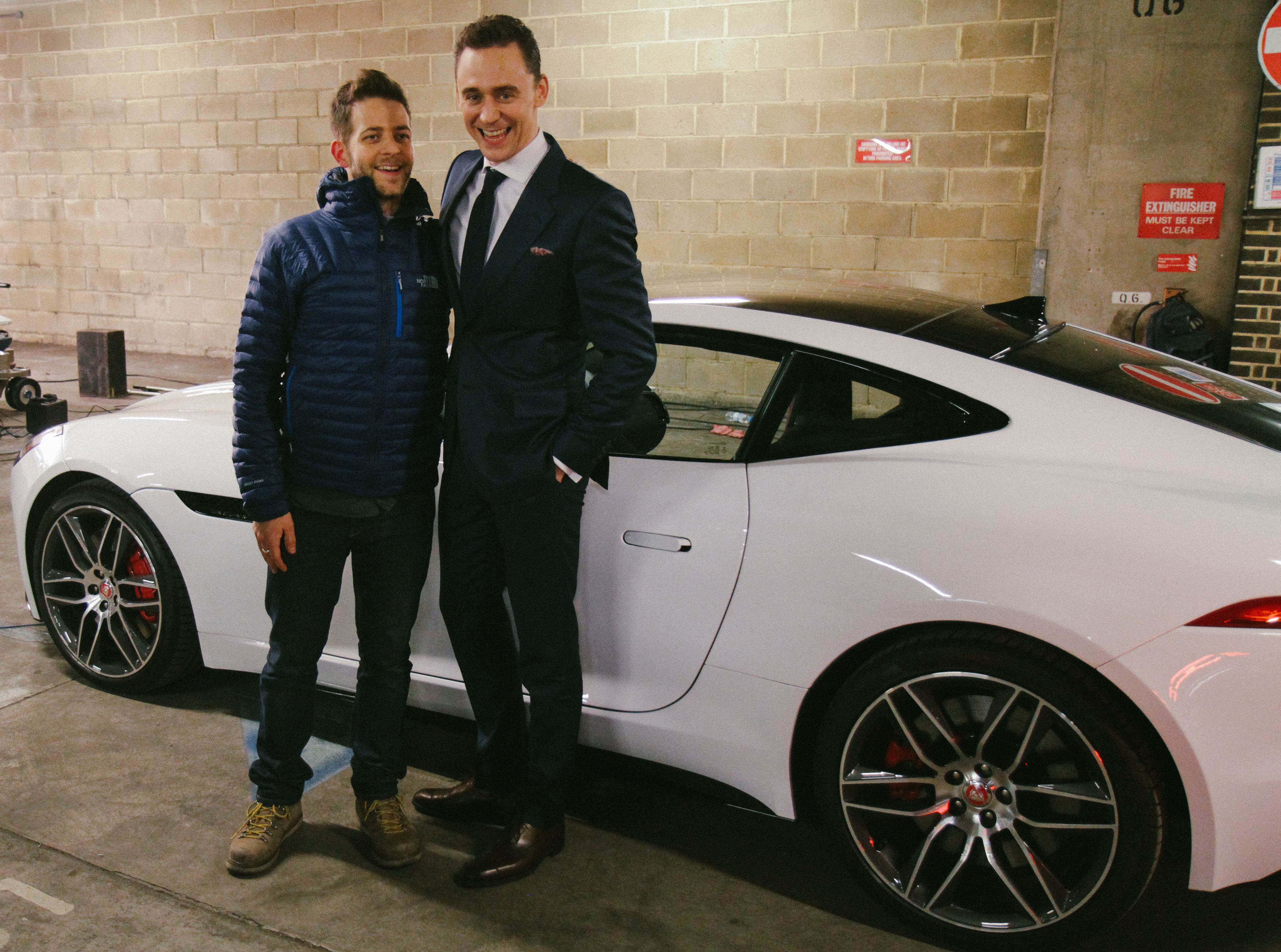
Con el director Mark Jenkinson en el set comercial de Jaguar en febrero de 2014

En 2013 interpretó a Adam en la película Only Lovers Left Alive. Un filme dramático y romántico acerca de vampiros, cuyas vidas se desarrollan en una atmósfera sombría. Se ven obligados a soportar la ruina moral de la sociedad, sin embargo, planean maneras pacíficas de obtener sangre para alimentarse. En ese mismo año, prestó su voz para un joven llamado James, líder de una banda de piratas, quien sería el futuro Capitán Garfio, en la película de fantasía animada The Pirate Fairy.
En 2014 tuvo una pequeña participación en Muppets Most Wanted, donde le dio vida al personaje Great Escapo.
En 2017 obtuvo un papel protagónico, interpretando al Capitán James Conrad en Kong: La Isla Calavera. 
En 2018 le dio voz al personaje Lord Nooth en la película animada Early Man.

### Teatro
En el mundo del teatro, obtuvo el premio Evening Standard Theatre Awards al mejor actor de teatro en 2014, por su papel en la obra Coriolanus. En 2015 ha interpretado el papel de Sir Thomas Sharpe en La cumbre escarlata.
Su obra más reciente, la cual fue presentada en Broadway, es Betrayal. Donde interpreta a Robert, un hombre al cual su esposa lo engaña con su mejor amigo. Actúa en dicha obra junto a Charlie Cox y Zawe Ashton.

Protagonizó una adaptación de la obra de Shakespeare "Much a do about nothing" como Bendict, junto a Hayley Atwell (capitana marvel) como Beatrice en el teatro Royal Drury Lane en Londres del 10 de febrero al 5 de abril de 2025.

## Filmografía

### Cine
| Cine | Cine                              | Cine                 | Cine         | Cine                |
| Año  | Título                            | Personaje            | Notas        | Director            |
| ---- | --------------------------------- | -------------------- | ------------ | ------------------- |
| 2007 | Unrelated                         | Oakley               |              | Joanna Hogg         |
| 2010 | Archipelago                       | Edward               |              | Joanna Hogg         |
| 2011 | Thor                              | Loki                 |              | Kenneth Branagh     |
| 2011 | Midnight in Paris                 | F. Scott Fitzgerald  |              | Woody Allen         |
| 2011 | The Deep Blue Sea                 | Freddie Page         |              | Terence Davies      |
| 2011 | Friend Request Pending            | Tom                  | Cortometraje | Chris Foggin        |
| 2011 | War Horse                         | Capitán Nicholls     |              | Steven Spielberg    |
| 2012 | Out of Time                       | Hombre               | Cortometraje | Josh Appignanesi    |
| 2012 | The Avengers                      | Loki                 |              | Joss Whedon         |
| 2012 | Out of Darkness                   | Hombre               | Cortometraje | Manjinder Virk      |
| 2013 | Only Lovers Left Alive            | Adam                 |              | Jim Jarmusch        |
| 2013 | Exhibition                        | Jamie Macmillan      |              | Joanna Hogg         |
| 2013 | Thor: The Dark World              | Loki                 |              | Alan Taylor         |
| 2014 | Tinker Bell: The Pirate Fairy     | Capitán Garfio (Voz) |              | Peggy Holmes        |
| 2014 | Muppets Most Wanted               | Great Escapo         |              | James Bobin         |
| 2015 | Crimson Peak                      | Sir Thomas Sharpe    |              | Guillermo del Toro  |
| 2015 | I Saw the Light                   | Hank Williams        |              | Marc Abraham        |
| 2015 | High Rise                         | Dr. Robert Laing     |              | Ben Wheatley        |
| 2017 | Kong: Skull Island                | Capitán James Conrad |              | Jordan Vogt-Roberts |
| 2017 | Thor: Ragnarok                    | Loki                 |              | Taika Waititi       |
| 2018 | Early Man                         | Lord Nooth (Voz)     |              | Nick Park           |
| 2018 | Avengers: Infinity War            | Loki                 |              | Hermanos Russo      |
| 2019 | Avengers: Endgame                 | Loki                 |              | Hermanos Russo      |
| 2023 | Ant-Man and the Wasp: Quantumania | Loki                 | Cameo        | Peyton Reed         |
| 2026 | Avengers: Doomsday                | Loki                 |              |                     |

### Televisión

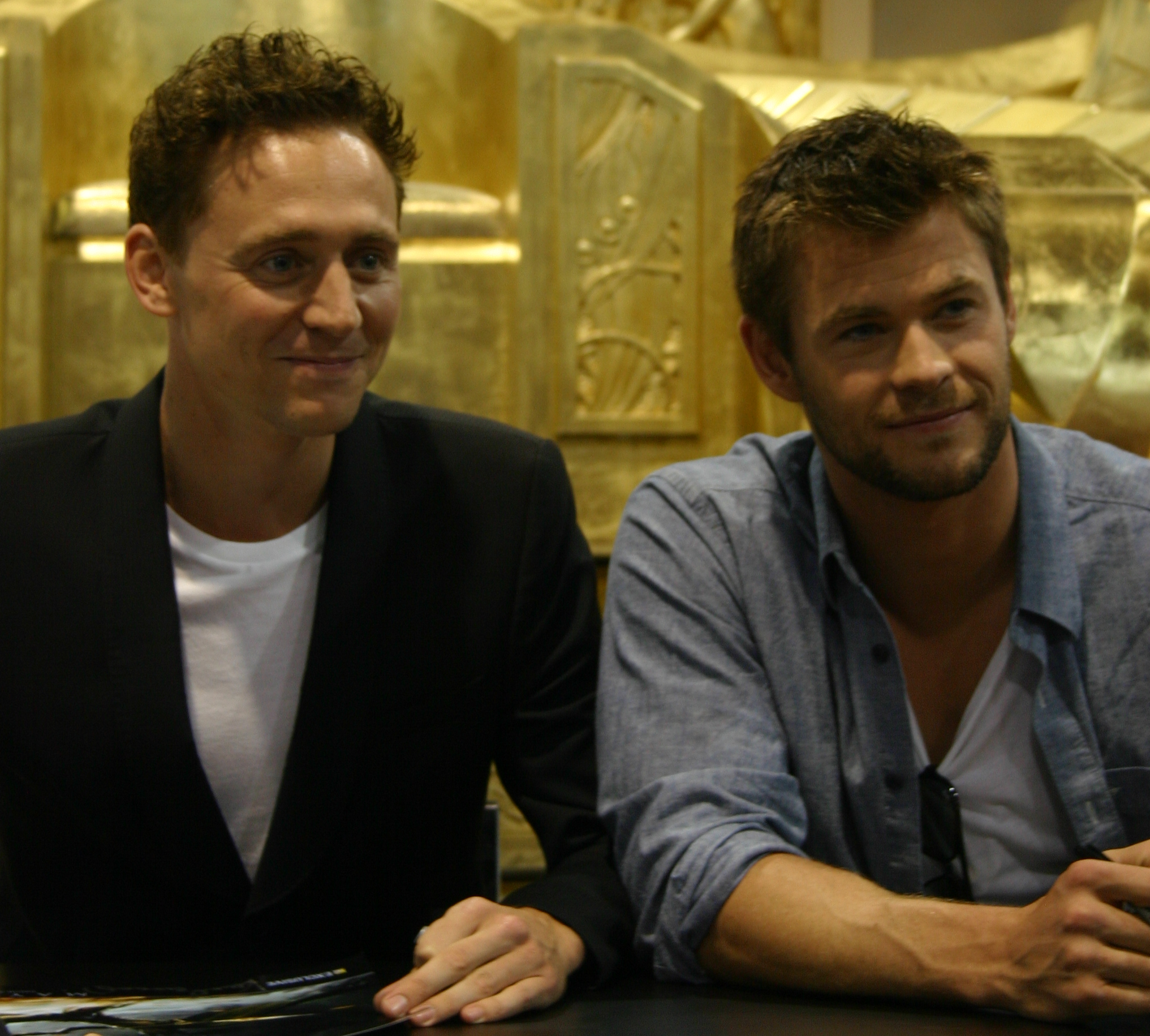
Tom Hiddleston y Chris Hemsworth en 2010 promocionando Thor en el Comic-Con de San Diego.

| Televisión | Televisión                                    | Televisión              | Televisión                                                      |
| Año        | Título original                               | Papel                   | Notas                                                           |
| ---------- | --------------------------------------------- | ----------------------- | --------------------------------------------------------------- |
| 2001       | Nicholas Nickleby                             | Lord                    | Película para televisión                                        |
| 2001       | Armadillo                                     | Toby Sherrifmuir        | Película para televisión                                        |
| 2002       | The Gathering Storm                           | Randolph Churchill      | Película para televisión                                        |
| 2005       | A Waste of Shame                              | John Hall               | Película para televisión                                        |
| 2006       | Victoria Cross Heroes                         | Capt. 'Jack' Randle     | Serie de televisión; Episodio: "The Modern Age"                 |
| 2006       | Suburban Shootout                             | Bill Hazeldine          | Serie de televisión; Episodios: 10                              |
| 2006       | Galápagos                                     | Charles Darwin (Voz)    | Serie de televisión; Episodio: "Islands that Changed the World" |
| 2007       | Casualty                                      | Chris Vaughn            | Serie de televisión; Episodioː "The Killing Floor"              |
| 2008       | Wallander                                     | Magnus Martinsson       | Serie de televisión; Episodiosː 6                               |
| 2008       | Miss Austen Regrets                           | Mr. John Plumptre       | Película para televisión                                        |
| 2009       | Return to Cranford                            | William Buxton          | Miniserie de televisión; Episodiosː 2                           |
| 2012       | Robot Chicken                                 | Narrador Lorax (Voz)    | Serie de televisión; Episodioː "Butchered in Burbank"           |
| 2012       | The Hollow Crown: Henry IV Parte I & Parte II | Enrique V de Inglaterra | Serie de televisión                                             |
| 2012       | The Hollow Crown: Henry V                     | Enrique V de Inglaterra | Serie de televisión                                             |
| 2013       | Padre de familia                              | Statue Griffin (Voz)    | Serie de televisión; Episodios: "No Country Club for Old Men"   |
| 2014       | Jaguar: Rendezvous                            | —                       | Comercial para Super Bowl                                       |
| 2015       | WillShake                                     | Narrador                | Cortometraje                                                    |
| 2016       | The Night Manager                             | Jonathan Pine           | Serie de televisión; Episodios: 6 También productor ejecutivo   |
| 2016       | Trollhunters                                  | Kanjigar - Voz          | Serie de televisión; Episodios: 1                               |
| 2020       | Earth at Night in Color                       | Narrador                | Serie de Apple Tv+ 12 episodios                                 |
| 2021-2023  | Loki                                          | Loki                    | Serie en Disney+; Episodios: 12                                 |
| 2021-2023  | El Bueno, el Bart y el Loki                   | Loki                    | Cortometraje de Los Simpson                                     |
| 2021-2023  | What If...?                                   | Loki                    | Serie animada en Disney+ (Voz)                                  |
| 2022       | Bienvenida al club                            | Loki                    | Cortometraje de Los Simpson                                     |
| 2022       | The Essex Serpent                             | Will Ransome            | Miniserie de TV; Episodios: 6 (Filmando)                        |

### Videojuegos
| 2012 | The Avengers          | Loki (voz) |
| 2011 | Thor: dios del trueno | Loki (voz) |

### Documentales
| 2009 | Darwin's Secret Notebooks | Charles Darwin (voz) |
| 2013 | Muse of Fire              | Él mismo             |
| 2015 | Unity                     | Narrador             |

## Radio
| 2002 | The Trial of the Angry Brigade    | John Barker             | Peter Kavanagh   |
| 2006 | Dracula                           | Jonathan Harker         | Marion Nancarrow |
| 2006 | Another Country                   | Tommy Judd              | Marc Beeby       |
| 2007 | Caesar III: An Empire Without End | Romulus                 | Jeremy Mortimer  |
| 2008 | Othello                           | Cassio                  | Michael Grandage |
| 2008 | The Leopard                       | Tancredi                | Lucy Bailey      |
| 2008 | Cyrano de Bergerac                | Christian               | David Timson     |
| 2009 | Carnival                          | Lector Lords of Misrule | Zahid Warley     |
| 2015 | Words and Music: Memory           | Lector                  | Zahid Warley     |
| 2019 | Enchanting Poems Alive            | Lector                  | -                |

## Teatro
| Obras de teatro                                                                                             | Obras de teatro                                                                                             | Obras de teatro                                                                                             | Obras de teatro                                                                                             | Obras de teatro                                                                                             | Obras de teatro                                                                                             |
| La siguiente sección no constan todas las obras de teatro en las que ha participado el actor Tom Hiddleston | La siguiente sección no constan todas las obras de teatro en las que ha participado el actor Tom Hiddleston | La siguiente sección no constan todas las obras de teatro en las que ha participado el actor Tom Hiddleston | La siguiente sección no constan todas las obras de teatro en las que ha participado el actor Tom Hiddleston | La siguiente sección no constan todas las obras de teatro en las que ha participado el actor Tom Hiddleston | La siguiente sección no constan todas las obras de teatro en las que ha participado el actor Tom Hiddleston |
| Año | Título obra                                                                                                 | Personaje                                                                                                   | Director | Teatro | Notas |
| --- | --- | --- | --- | --- | --- |
| 1999 | Journey's End                                                                                               | Captain Stanhop                                                                                             | - | Edinburgh Festival Fringe                                                                                   | |
| 2005 | Yorgjin Oxo: The Man                                                                                        | Yorgjin Oxo                                                                                                 | Alex Clifton                                                                                                | Latchmere Theatre 503                                                                                       | - |
| 2006 | The Changeling                                                                                              | Alsemero | Declan Donnellan                                                                                            | Cheek By Jowl                                                                                               | - |
| 2006 | Noche de reyes                                                                                              | - | Declan Donnellan                                                                                            | Barbican Theatre                                                                                            | Junto a Will Keen, David Collings, Jim Hooper y Olivia Williams                                             |
| 2007 | Cymbeline                                                                                                   | Posthumus Leonatus & Cloten                                                                                 | Declan Donnellan                                                                                            | Cheek By Jowl                                                                                               | - |
| 2007 | Othelo | Cassio | Michael Grandage                                                                                            | Donmar Warehouse Theatre                                                                                    | - |
| 2008 | Ivanov | Lvov | Michael Grandage                                                                                            | Donmar Warehouse Theatre                                                                                    | - |
| 2010 | The Children's Monologues                                                                                   | Prudence | - | Old Vic Theatre                                                                                             | |
| 2012 | LectorThe Kingdom on Earth                                                                                  | Lot | - | Criterion Theatre                                                                                           | |
| 2013 | Coriolanus                                                                                                  | Coriolanus                                                                                                  | Josie Rourke                                                                                                | Donmar Warehouse Theatre                                                                                    | - |
| 2017 | Hamlet | Hamlet | - | Royal Academy of Dramatic Art                                                                               | |
| 2019 | Betrayal | Robert | - | Harold Pinter Theatre                                                                                       | |
| 2025 | Much ado about nothing                                                                                      | Benedict | Jamie Lloyd                                                                                                 | Theatre Royal Drury Lane                                                                                    | |

## Premios y nominaciones
| Año  | Categoría | Premio                                           | Película/Obra                                            | Resultado |
| ---- | --- | ------------------------------------------------ | -------------------------------------------------------- | --------- |
| 2024 | Best Actor in a Drama Series                                                                                            | Critics' Choice Television Award                 | Loki                                                     | Nominado  |
| 2022 | Best Actor in a Streaming Television Series                                                                             | Saturn Awards                                    | Loki                                                     | Nominado  |
| 2022 | Best Actor in a Streaming Series, Drama                                                                                 | Hollywood Critics Association TV Awards          | Loki                                                     | Nominado  |
| 2022 | Best Team (junto con Sophia Di Martino y Owen Wilson)                                                                   | MTV Movie & TV Award                             | Loki                                                     | Ganador   |
| 2022 | Best Actor in a Superhero Series                                                                                        | Critics' Choice Award                            | Loki                                                     | Ganador   |
| 2022 | Favorite Favorite Male TV Star (Family)                                                                                 | Kids' Choice Award                               | Loki                                                     | Ganador   |
| 2021 | Best TV Actor | ComicBookGolden Issue Award                      | Loki                                                     | Ganador   |
| 2021 | The Male TV Star of 2021                                                                                                | People's Choice Award                            | Loki                                                     | Ganador   |
| 2020 | Best Performance by a Leading Actor in a Play                                                                           | Tony Awards                                      | Betrayal                                                 | Nominado  |
| 2020 | Best Leading Performer In A Play Of The Decade                                                                          | BroadwayWorld Theatre Fans' Choice Awards        | Betrayal                                                 | Ganador   |
| 2020 | Outstanding Actor in a Play                                                                                             | Outer Critics Circle Award                       | Betrayal                                                 | Ganador   |
| 2020 | Distinguished Performance                                                                                               | Drama League Award                               | Betrayal                                                 | Nominado  |
| 2020 | Best Actor in a Play | WhatsonStage Award                               | Betrayal                                                 | Nominado  |
| 2019 | Best Actor | Evening Standard Theatre Award                   | Betrayal                                                 | Nominado  |
| 2019 | Best Actor in a New Production of a Play                                                                                | BroadwayWorld UK Awards                          | Betrayal                                                 | Ganador   |
| 2018 | Choice Movie Scene Stealer                                                                                              | Teen Choice Awards                               | Thor: Ragnarok                                           | Nominado  |
| 2017 | Choice Movie Actor – Sci-Fi/Fantasy                                                                                     | Teen Choice Awards                               | Kongː La Isla Calavera                                   | Nominado  |
| 2017 | Empire Hero award | Three Empire Awards                              | The Night Manager                                        | Ganador   |
| 2017 | Outstanding Producer of Long-Form Television                                                                            | Producers Guild of America David L. Wolper Award | The Night Manager                                        | Nominado  |
| 2017 | Favourite Drama Performance                                                                                             | National Television Award                        | The Night Manager                                        | Nominado  |
| 2017 | Best Performance by an Actor in a Limited Series Made for Television                                                    | Golden Globe Award                               | The Night Manager                                        | Ganador   |
| 2016 | Outstanding Lead Actor In A Limited Series Or Movie                                                                     | Emmy Award                                       | The Night Manager                                        | Nominado  |
| 2014 | Best Actor | Evening Standard Theatre Awards                  | Coriolanus                                               | Ganador   |
| 2014 | Best Actor | Laurence Olivier Award                           | Coriolanus                                               | Nominado  |
| 2013 | Best Villain | MTV Movie Awards                                 | The Avengers                                             | Ganador   |
| 2013 | Best Fight | MTV Movie Awards                                 | The Avengers                                             | Ganó      |
| 2013 | Times Breakthrough Award                                                                                                | The South Bank Sky Arts Awards                   | The Hollow Crown - "Henry IV part 1 and 2" and "Henry V" | Ganó      |
| 2012 | Total Film Hotlist Award for Hottest Actor                                                                              | Total Film Hotlist Award                         | The Avengers, The Deep Blue Sea, Midnight in Paris       | Ganó      |
| 2012 | Glamour Award for Man of the Year                                                                                       | Glamour Award                                    |                                                          | Ganador   |
| 2012 | Rising Star Award | BAFTA Award                                      | -                                                        | Nominado  |
| 2012 | Best Actor | Evening Standard British Film Award              | Archipelago                                              | Nominado  |
| 2011 | Best Ensemble Acting (Junto a Michael Sheen, Marion Cotillard, Léa Seydoux, Rachel McAdams, Owen Wilson & Adrien Brody) | PFCS Award                                       | Midnight in Paris                                        | Nominado  |
| 2008 | Best Supporting Actor                                                                                                   | Theatregoers' Choice Award                       | Ivanov                                                   | Ganador   |
| 2008 | Best Newcomer in a Play                                                                                                 | Laurence Olivier Award                           | Cassio                                                   | Nominado  |
| 2008 | Best Supporting Actor                                                                                                   | Theatregoers' Choice Award                       | Cassio                                                   | Ganador   |
| 2008 | Best Actor in a Play (3.er. lugar)                                                                                      | Ian Charleson Award                              | Cassio                                                   | Ganador   |
| 2008 | Best Newcomer in a Play                                                                                                 | Laurence Oliviers Award                          | Cymbeline                                                | Ganador   |
| 2006 | Best Stage Performance from Actor Under 30                                                                              | Ian Charleson Award                              | The Changeling                                           | Nominado  |